# Athetis lutescens
Athetis lutescens là một loài bướm đêm trong họ Noctuidae.